# Plataforma Gagarin
Plataforma Gagarin (en ruso: Гагаринский старт) es una plataforma de despegue del Cosmódromo de Baikonur desde 1957 hasta la actualidad. El sitio también se conoce como NIIP-5 LC1, Baikonur LC1, LC-1/5  o GIK-5 LC1.
Usado por el Programa espacial de la URSS y dirigido por la Agencia Espacial Federal Rusa desde 1991, luego de la desintegración de la Unión Soviética. Antes conocida como plataforma 1 (Площадка 1) se rebautizó con el nombre de Gagarin en honor al primer ser humano en viajar al espacio, Yuri Gagarin en 1961. En la actualidad varios rituales de la tradición espacial rusa como la hora para sacar un cohete del hangar, a las siete de la mañana, se remontan al éxito del vuelo de Gagarin.

## El proyecto
El 17 de marzo de 1954, el Consejo de Ministros de la URSS ordenó a varios ministros seleccionar hasta el 1 de enero de 1955 un lugar para el campo de pruebas con el objetivo de probar el cohete R-7 diseñado por NII-88. Una comisión especial de reconocimiento consideró diferentes regiones geográficas posibles y seleccionó Tyuratam. Esta elección fue aprobada el 12 de febrero de 1955 por el consejo de ministros de la URSS, el sitio debería estar completado para 1958.
Los trabajos reales de la construcción del Sitio N.º 1 comenzaron el 20 de julio de 1955 por unidades de edificios militares. Cada día y cada noche más de 60 poderosos camiones trabajaron en el lugar. Se extrajeron 15.000 metros cúbicos de escombros al día, con una cantidad total de trabajo estimado en 750.000 metros cúbicos. En invierno se utilizaron explosivos. Para finales de octubre de 1956, se habían completado todas los edificios principales y los instalaciones de trabajo para las pruebas del lanzador R-7. Se construyeron las instalaciones y los edificios de pruebas (en ruso: Монтажно-испытательный корпус), denominado Sitio 2 y se terminó una vía de tren desde allí hasta el Sitio 1, donde estaba localizada la plataforma de despegue. En abril de 1957 se completaron todos los trabajos restantes y el lugar quedó preparado para lanzamientos.

## Plataforma de naves y misiles estratégicos
Inicialmente fue planeado para el programa de misiles balísticos R-7, y el 21 de agosto de 1957 se lanzó el primer ICBM desde allí. Después, el lugar fue usado para lanzar el primer satélite artificial de la Tierra, el Sputnik 1. Los vuelos tripulados lanzados desde el lugar incluyendo el vuelo de Yuri Gagarin, el vuelo de Valentina Tereshkova, y muchas otras misiones de vuelo espacial tripulado, incluyendo todos los vuelos tripulados a la Mir de la antigua Unión Soviética y la actual Federación Rusa.
Se usó para lanzar las naves del programa Luna, las naves espaciales del programa Mars, las naves del programa Venera, para lanzar muchos satélites Cosmos y otros más.
Entre 1957 y 1966 el lugar albergó misiles nucleares estratégicos listos para ser lanzados, y a la vez sirviendo como plataforma de despegue para las distintas naves espaciales.
El 6 de agosto de 2000, se lanzó el cohete número 400 que transportaba una nave Progress M1-3 hacia la Estación Espacial Internacional (ISS).